# Eustace Mullins
Eustace Clarence Mullins jr (Roanoke, 9 marzo 1923 – Hockley, 2 febbraio 2010) è stato uno scrittore, saggista, biografo, ricercatore e oratore statunitense, noto per i suoi libri, i suoi discorsi in pubblico e le sue posizioni storiche, politiche e sociali. È stato un esponente dell'ultra-destra suprematista statunitense nonché uno dei più noti negazionisti dell’olocausto e sostenitore di posizioni antisemite. 

## Biografia
Mullins servi' per 38 mesi nella Forza Aerea degli Stati Uniti d'America durante la seconda guerra mondiale. Il suo libro più famoso si intitola "The Secrets of the Federal Reserve" (I Segreti della Riserva Federale), frutto di una vasta ricerca sulla vera (e segreta) origine del sistema della riserva federale degli Stati Uniti d'America. L'idea di una tale ricerca approfondita era scaturita dalla mente di E. Pound, il quale l'aveva poi lasciata in "eredità" al suo pupillo E. Mullins.
Eustace Mullins rappresenta uno dei capisaldi più autorevole e ricco di spunti, dati ed informazioni, per i cosiddetti "teorici del complotto (globale)", o "complottisti".
È stato un beniamino del famoso poeta e scrittore Ezra Pound, che aveva favorito e protetto altre personalità letterarie, come T.S.Eliot, James Joyce, ed Ernest Hemingway.
Eustace Mullins era solito dichiarare nelle sue interviste di essere stato l'ultimo protégé del grande poeta.